# Vojvoda (vojaški čin)
Vojvoda (latinsko belli dux) je izraz slovanskega porekla, s katerim so  prvotno naslavljali vojaškega poveljnika. Izraz se je kasneje začel uporabljati tudi za guvernerja province. Uporabljal se je v srednjeveških srbskih, bolgarskih, romunskih, ruskih, poljskih in madžarskih državah.
Vojvode so bile po rangu neposredno pod kraljem oziroma kraljico in nad grofi. Njihova posest se je imenovala vojvodstvo ali vojvodina. Njegova soproga je bila vojvodinja.
V vojskah Kraljevine Srbije, Kraljevine Srbov, Hrvatov in Slovencev in Kraljevine Jugoskavije je bil vojvoda vojaški čin, ki je ustrezal činu feldmaršala v večini monarhij do konca druge svetovne vojne.
V novem veku se je naziv običajno podeljeval brez kakršnega koli ozemlja kot plemiški naziv v Franciji, Portugalski, Španiji in Italiji. Vojvode v Združenem kraljestvu niso nikoli imeli svoje vojvodine, ampak samo naziv in čast.

## Etimologija
Vse različice naziva vojvoda imajo dva skupna slovanska korena: prvi del,  voj, je povezan z vojskovanjem, drugi del,  vod(a), pa z vodenjem. Vojvoda bi se torej lahko imenoval tudi vojskovodja.  Zgodnji slovanski vojevoda je bil belli dux, se pravi vojaški poveljnik v bitki. Izraz se je razširil tudi v neslovanske jezike, na primer v madžarščino in romunščino.

## Zgodovina
V Bizantinskem cesarstvu so bili vojaški poveljniki, predvsem na Balkanu, večinoma slovanskega porekla. Bolgarsko  cesarstvo je bila prva dolgoživa slovanska država na Balkanu. Naziv vojvoda (grško βοεβόδας, voevódas) se je prvič pojavil v De Administrando Imperio, delu bizantinskega cesarja Konstantina VII. Porfirogeneta, v zvezi z ogrskimi vojaškimi poveljniki. Naziv se je uporabljal v srednjeveški Češki, Bosni, Bolgariji, Hrvaški, Grčiji, Ogrski, Makedoniji, Moldaviji, Poljski, Rügenu, Ruskem carstvu, Ruteniji, Srbiji, Transilvaniji in Vlaški.  V poznem srednjem veku se je izraz vojvoda v latinskem prevodu comes palatinus uporabljal najprej za vrhovnega poveljnika vojske, kasneje pa se je na Poljskem, Ogrskem, Češkem in Balkanu postopoma pretvoril v guvernerja province.

## Vojaški čin

### Kraljevina Srbija
V Kraljevini Srbiji je bil vojvoda najvišji vojaški čin v rangu feldmaršala. Po drugi svetovni vojni se v Jugoslovanski ljudski armadi čin ni več uporabljal.

## Plemiški in guvernerski naziv
V poznem srednjem veku se je vojvoda kot vojaški poveljnik v večini slovanskih držav in na Balkanu postopoma pretvoril v visokega civilnega uradnika  v lokalni upravi. Pretvorba se je zgodila v Bolgariji, Čeških deželah, Moldaviji, Poljski in Rusiji. V Čeških deželah in na Balkanu je postal aristokratski naziv, ki je ustrezal duxu, vojvodi ali knezu. Mnogo plemiških družin na Balkanu naslov še vedno uporablja, čeprav je obstoj plemstva sporen.

### Republika dveh narodov Poljske in Litve
V 16. stoletju je bil v Republiki dveh narodov vojvoda civilni naziv v rangu senatorja in ni bil niti plemiški niti deden. Njegova pooblastila so bila odvisna od lokacije. Najmanj enak položaj je imel v Ruteniji (Kijevska Rusija), medtem ko je v Kraljevini Prusiji  spadal med najvišje državne položaje. V kronskih deželah je imel sprva vlogo upravnega nadzornika, vendar so bila njegova pooblastila večinoma protokolarna. Sčasoma je postal predstavnik v lokalnih in državni skupščini, Sejmu. Njegove vojaške funkcije so se zožile na nadzor množične mobilizacije, v praksi pa je končal kot  nadzornik urada za mere in uteži.
Do leta 1775 je vojvode imenoval kralj. Izjemi sta bila vojvodi Polocka in Vitebska, ki ju je volil svet moških elektorjev in potrjeval kralj. Leta 1791 je bilo odločeno, da se volitve vojvod uvede po vsej državi, vendar je odlok ustavila delitev Poljske. Za poljske vojvode je veljal zakon o nezdružljivosti iz leta 1569, ki jim je preprečil, da bi na svojem območju hkrati opravljali ministrske ali druge civilne funkcije.</ref>Wojewoda.  Elektroniczny słownik języka polskiego XVII i XVIII wieku (poljščina). Polska Akademia Nauk.</ref>
Položaj vojvode so na Poljskem ponovno uvedli  po osamosvojitvi in ustanovitvi Druge poljske republike leta 1918.

### Sodobna Poljska
V sodobni Poljski so vojvode nadzorniki lokalnih samoupravnih organov, ki jih ne voli lokalno prebivalstvo, ampak so predstavniki/emisarji Sveta ministrov centralne poljske vlade. Imenuje jih predsednik Sveta ministrov. Ena od njihovih nalog je nadziranje proračuna in izvajanja upravne zakonodaje.